# Casa de moneda Imperial
La casa de moneda Imperial (en turco Darphane-i Âmire) está situada en el primer patio del Palacio de Topkapı en Estambul, Turquía.
Es un edificio que data del siglo XIX fundado por Mahmud II que sustituye al edificio de la casa imperial de la moneda que se encontraba en el mismo solar desde 1727. En 1967 la casa de moneda se trasladó quedando el edificio como pabellón de exposiciones sobre la historia de la ciudad.